# República Socialista Soviética Autônoma da Carélia
República Socialista Soviética Autônoma da Carélia (Russian Karelskaya Avtonomnaa Sovetskaya Sotsialisticheskaya Respublika ; em finlandês:  Karjalan autonominen sosialistinen neuvostotasavalta  ), ou, em resumo, o RSSA da Carélia (Russian   Karelskaya ASSR ; em finlandês:  Karjalan ASNT), às vezes referida como Carélia soviética ou simplesmente Carélia era uma república autônoma da SFSR russa, União Soviética, com capital em Petrozavodsk .
O RSSA da Carélia foi formada como parte da RSFS da Rússia pela Resolução do Presidium do Comitê Executivo Central de toda a Rússia (VTsIK) de junho 27 de 1923 e pelo Decreto do VTsIK e do Conselho dos Comissários do Povo de julho 25, 1923 da Comuna do Trabalho da Carélia. Em 1927, o RSSA foi dividida em distritos, que substituíram os antigos volosts .
De 1940 a 1956, o território anexado da Finlândia (que brevemente constituiu um fantoche da República Democrática da Finlândia) foi incorporada à República Autônoma da Carélia anterior para formar a República Socialista Soviética Carelo-Finlandesa, que tinha o status de uma república unificada na estrutura federal da União Soviética. No entanto, nessa época, apenas uma pequena parte da população dessa região era de origem étnica careliana ou finlandesa .  Alguns historiadores posteriores acreditam que essa atualização não ortodoxa foi provavelmente um "meio conveniente para facilitar a possível incorporação de território finlandês adicional" (ou toda a Finlândia) ou "pelo menos uma maneira de manter a Finlândia continuamente sob a arma".
Em 16 de julho de 1956, a RSS foi rebaixada de uma República da União para um RSSA, e foi retrocedido para o SFSR russo. A partir de 9 de agosto de 1990, o RSSA da Carélia declarou a soberania do estado e foi renomeado para República Socialista Soviética da Carélia ( Russian   Karelskaya Sovetskaya Sotsialisticheskaya Respublika ; em finlandês:  Karjalan sosialistinen neuvostotasavalta) A RSSA da Carélia foi renomeado para República da Carélia em 13 de novembro de 1991 e continua sendo uma República federal da Rússia.

## Administração

### Presidentes do Presidium do Soviete Supremo
- Aleksandr Vasilevich Shotman (25 de junho de 1923 - 1924)
- Aleksandr Fyodorovich (dezembro de 1924 - maio de 1928)
- Nikolay Aleksandrovich Yushchyev (janeiro de 1929 - 13 de janeiro de 1934)
- Vasiliy Petrovich Averkyev (13 de janeiro de 1934 - 1935)
- Nikolay Vasilyevich Arkhipov (fevereiro de 1935 - novembro de 1937)
- Mark Vasilyevich Gorbachev (novembro de 1937 - 31 de março de 1940)
- Pavel Stepanovich Prokkonen (16 de julho de 1956 - 18 de julho de 1979)
- N. Kalinin (atuando) (18 de julho de 1979 - 18 de agosto de 1979)
- Ivan Pavlovich Mankin (18 de agosto de 1979 - 9 de março de 1984)
- N. Kalinin (atuando) (9 de março de 1984 - 18 de abril de 1984)
- Ivan Ilyich Senkin (18 de abril de 1984 - 12 de dezembro de 1985)
- V. Cheremovsky (atuando) (12 de dezembro de 1985 - 21 de janeiro de 1986)
- Kuzma Filippovich Filatov (21 de janeiro de 1986 - 27 de dezembro de 1989)
- Viktor Nikolayevich Stepanov (27 de dezembro de 1989 - 18 de abril de 1990)